# ضیافت عروسی
ضیافت عروسی (انگلیسی: The Wedding Banquet) فیلمی در ژانر کمدی رمانتیک و کمدی به کارگردانی انگ لی است که در سال ۱۹۹۳ منتشر شد. از بازیگران آن می‌توان به میچل لیکتنستاین و مایکل گاستون اشاره کرد. این فیلم برنده خرس طلایی از جشنواره فیلم برلین شده‌است.